# Kiran Badloe
Kiran Badloe (Almere, 13 de setembro de 1994) é um velejador neerlandês, medalhista olímpico.

## Carreira
Badloe participou dos Jogos Olímpicos de Verão de 2020 em Tóquio, onde participou da classe RS:X, conquistando a medalha de ouro após finalizar a série de treze regatas com 36 pontos.